# 宁安 (足球运动员)
宁安（1995年10月8日—），中国足球运动员，现在效力于香港超級聯賽球队R&F富力。

## 职业生涯
宁安在2016年被广州富力主教练德拉甘·斯托伊科维奇提拔到一线队。 2016年3月12日广州富力客场1-0战胜天津泰达的比赛中，宁安87分钟替补常飞亚出场，完成了他职业生涯的首秀。2017年2月，宁安被租借到港超联赛球队R&F富力，2017年2月18日，在4-3击败港会的比赛中在69分钟替补陈立明上场，完成港超首秀。